# Benedetto di Hermillon
Benedetto di Hermillon, detto anche Bénézet (1165 circa – 1184 circa), fu il costruttore del ponte sul Rodano ad Avignone; il suo culto iniziò subito dopo la morte ed è invocato con l'appellativo di santo dal XIII secolo.

## Biografia
Le leggende popolari sulla sua figura rendono difficile ricostruire le sue vicende biografiche con esattezza. Dovette nascere attorno al 1165 a Hermillon, in Savoia, o a Le Villard, presso Burzet, nell'Ardèche; rimasto presto orfano di padre, iniziò a lavorare come pastore di pecore custodendo il piccolo gregge della madre.
Secondo una leggenda provenzale, all'età di dodici anni ricevette in una visione l'incarico divino di realizzare un ponte sul Rodano: un angelo lo accompagnò dal vescovo di Avignone, che lo indirizzò al prefetto della città, il quale gli affidò un'enorme pietra per dare inizio ai lavori; nonostante le dimensioni di tale masso (trenta persone non sarebbero riuscite ad abbracciarlo), Benedetto lo trasportò da solo sul luogo di fondazione della prima arcata del ponte dando inizio, il 13 settembre 1177, alla costruzione dell'opera.
Benedetto era sicuramente il priore della compagnia di frati pontieri che promosse e diresse i lavori di costruzione del ponte: il suo nome compare in un atto del marzo 1180 mediante il quale Bertrand de la Garde cede a Benedetto, qualificato come procuratore della costruzione del ponte, e ai suoi confratelli i propri diritti sul porto del Rodano e le tasse che riceveva; in un documento dell'aprile 1181 viene chiamato inceptor et minister dell'opera del ponte.
Benedetto morì attorno al 1184, prima del completamento del ponte. Fu sepolto, secondo i suoi desideri, nella cappella di San Nicola, costruita sulla terza arcata del ponte: quando, nel 1669, una piena del Rodano distrusse parte del ponte, i suoi resti furono fatti traslare da Luigi XIV nella chiesa dei celestini (26 marzo 1674) e poi in quella di Saint-Didier.

## Culto
La sua tomba divenne presto meta di pellegrinaggi e il suo culto si diffuse rapidamente nelle diocesi attorno ad Avignone e in Maurienne.
Non si hanno notizie della bolla di canonizzazione, ma il primo documento in cui è qualificato santo risale al 1233 (in un atto del 1202, con il quale Guglielmo IV di Forcalquier faceva una donazione all'opera del ponte, Benedetto era detto beato).
Le sue reliquie furono traslate l'ultima volta nella stessa chiesa di Saint-Didier il 1º gennaio 1854.
Il suo elogio si legge nel Martirologio romano al 14 aprile.